# Srijaya (Tirtajaya)
Srijaya is een bestuurslaag in het regentschap Karawang van de provincie West-Java, Indonesië. Srijaya telt 5954 inwoners (volkstelling 2010).